# Overstolzen
Die Familiendynastie der Overstolzen war die Stammfamilie des Kölner Patriziats und gehörte zu den einflussreichsten und wohlhabendsten Familien im mittelalterlichen Köln. Der Familienclan ging auf denselben Ursprung zurück wie die Clans der Lyskirchen und Quattermart und führte auch dasselbe Wappen, nur in unterschiedlichen Farben.

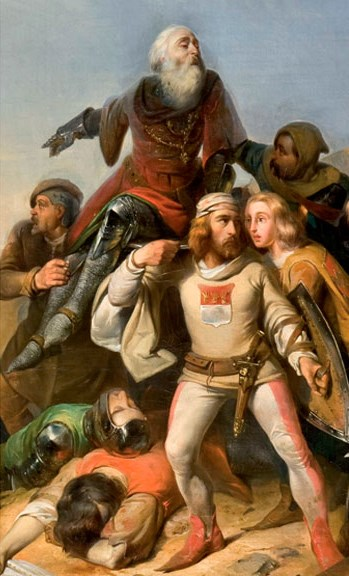
Detail eines Gemäldes über die Schlacht an der Ulrepforte (1841); der Greis auf dem Schild ist anhand seines Wappens als der tödlich verwundete Matthias Overstolz identifiziert

## Namensherkunft
Der Name ist hergeleitet von „Überstolz“, „überaus“ und „stolz“ (hochgemut, von hoher Gesinnung, voller Selbstwertgefühl). Im Mittelniederdeutschen heißt es „stolt“, im Mittelniederländischen „stout“. Der Name des alten Kölner Großkaufmannsgeschlechtes ist nach einer Sage auch unter den fünfzehn Familien zu finden, die von Rom in die damalige Colonia Claudia Ara Agrippinensium übergesiedelt sein sollen und sich dort dauerhaft niederließen. Um 1200 wandelt sich der Name zu „Ouerstoltz“ und heißt danach „de Oversburch“. Spätere Formen des Namens kommen bei „Geradus Oyverstoiltz“ und „Johannes, dictus Ouerstolz“ vor.

## Ursprung der Familie und Reichtum

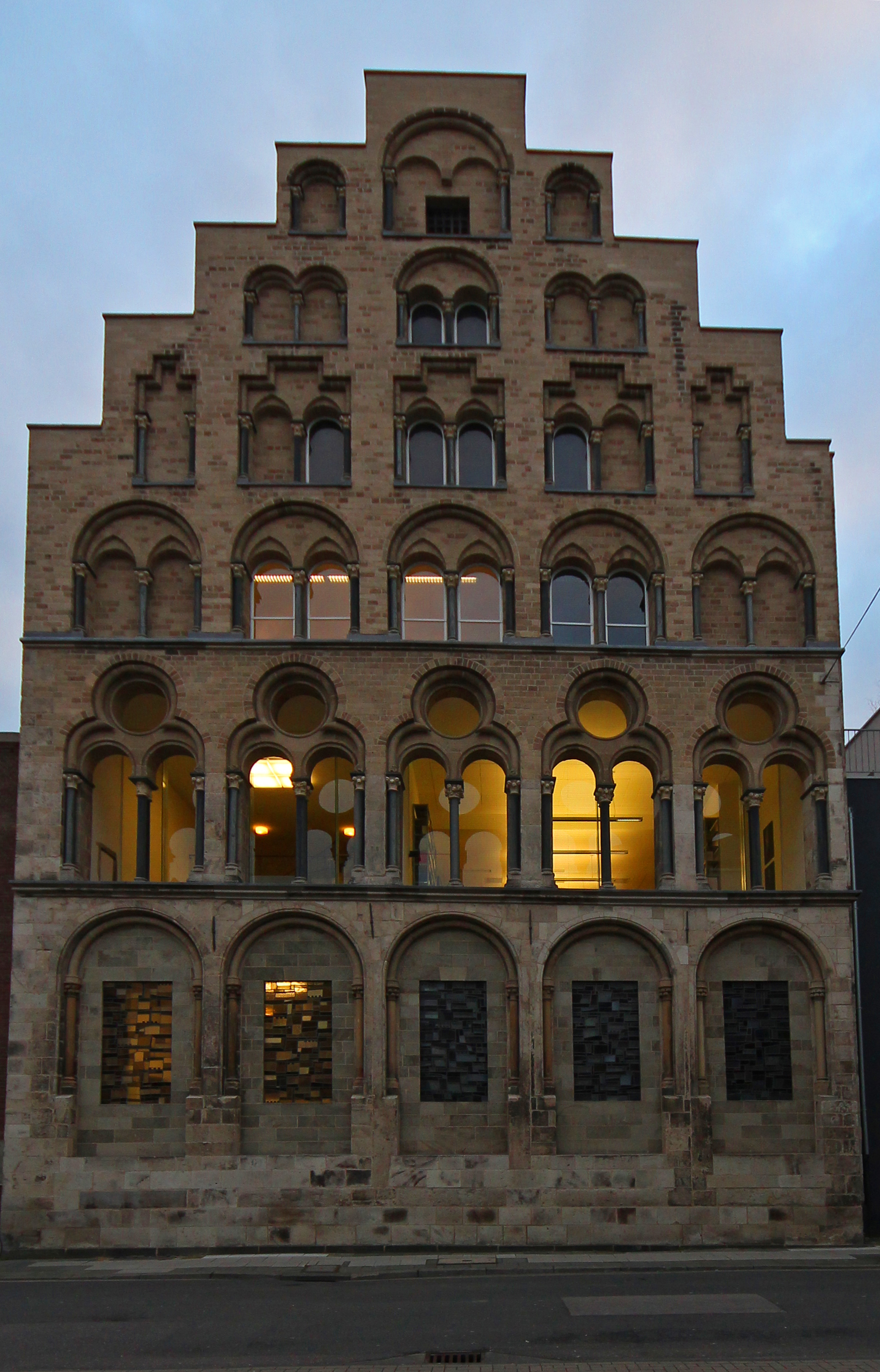
Haus der Overstolzen, erbaut um 1230

Ihr Stammvater „Godescalsus Ovirstoth“ (Gottschalk Overstolz) wird 1197 als ältestes Kölner Familienmitglied bezeugt (* 1145 Köln; † 1212 ebenda), wohnte im Haus Lyskirchen in Airsbach in der südlichen Vorstadt Kölns vor der mittelalterlichen Stadtmauer, das sich von Lyskirchen bis in die Kölner Witschgasse erstreckte und war von Beruf Gewandschneider. Seinen Reichtum verdankte er zum Teil der Mitgift seiner Frau Sophia de San Laurentio. Zwischen 1197 und 1210 erwarb Stammvater Gottschalk zahlreiche Häuser insbesondere in der Pfarrei St. Martin sowie in den Pfarren St. Brigida und St. Aposteln. Nach seinem Tod hinterließ er 20 Häuser, die er an seine 8 Kinder Gunther (* 1170, † 1214), Richolfus (* 1170, † 1239), Blithilde (* 1174, † 1255), Heinrich (* 1180, † 1246), Ger(h)ard (* 1185, † 1243), Gottschalk (* 1185, † 1266), Margarete (* 1190) und Sophia (* 1190) vererbte. Die Söhne Gottschalk I (1185–1266) und Ger(h)ard I (1185–1243) erwarben 1224 den Hof Zederwald und errichteten dort 16 Wohnungen, die den Ursprung der heutigen Bankenmeile Unter Sachsenhausen bildeten. Vom wohlhabenden Stammvater und seinen acht verheirateten Kindern stammt praktisch das gesamte Kölner Patriziat ab.
Die Familie verlegte ihren Hauptsitz um 1230 in die Rheingasse 8, die damals „Ryngazzin“ hieß. Dort steht das heute nach ihnen benannte Overstolzenhaus mit seinem markanten Stufengiebel. Die Entstehungszeit ist bauhistorischen Untersuchungen zufolge um 1230 anzunehmen. Es hieß damals in den Schreinsbüchern bis 1257 „Haus zur Scheuren“ (ad horreum) und wurde von Werner und Blithildis Overstolz erbaut, für deren gesellschaftlichen Aufstieg der Stammvater Gottschalk die Weichen gestellt hatte. Werner Overstolz war kein mit dem Clan verwandtschaftlich Verbundener, sondern hatte den Namen Overstolz bei der Hochzeit mit Blithildis angenommen. Er hieß ursprünglich Ritter Werner von der Schuren und gab dem Haus seinen Namen. Werner und Blithildis vermachten das Haus ihrem Sohn Johannes Overstolz (* 1195, † vor 1255); die Besitzer haben nachfolgend anscheinend nur im Erbgang gewechselt und offensichtlich teilweise auf eine „Anschreinung“ – also Eintragung in den Schreinsbüchern – verzichtet. 1337 gelangte das Haus von den Overstolzen an den Patrizier Eberhard Hardevust.
Der Familie Overstolz gehörte eine komplette Häuserreihe am Filzengraben 8–18, die durch Erbteilung immer kleiner parzelliert wurde. Bei einer Erbteilung im Jahre 1416 trennte man Nr. 12–14 als „Klein-Overstolz“ ab, Nr. 16–18 erwarb 1537 die Fassbinderzunft, 1611 gelangte der Besitz zurück an die Overstolzen. 1264 erwähnte man einen „Overstolzenhof“, eine so genannte „curia Overstolzorum“ im Bereich der heutigen Ulrichgasse, damals „Ulregazzen“ genannt.

## Kampf um die Vorherrschaft in Köln
Die Patrizier Kölns scheuten keine kriegerischen Auseinandersetzungen. Am 28. November 1263 siegten sie über die Verbündeten des Kölner Erzbischofs Engelbert II. von Falkenburg, der mit Gewalt das Stadtregiment erringen wollte. Später zogen die Overstolzen andere Patrizierfamilien auf ihre Seite, um die Rivalität mit der bisher führenden Patrizierfamilie von der Mühlengasse, genannt die „Weisen“, zu entscheiden. Den Weisen war es seit Beginn des 13. Jahrhunderts gelungen, immer mehr Sitze in Schöffenkollegium und Richerzeche zu besetzen. Im Jahre 1259 stellte dieses Geschlecht bereits sieben Schöffen und bis zu diesem Jahr mindestens drei der nachweisbaren Bürgermeister, wodurch es in beiden Gremien einen starken Einfluss besaß.

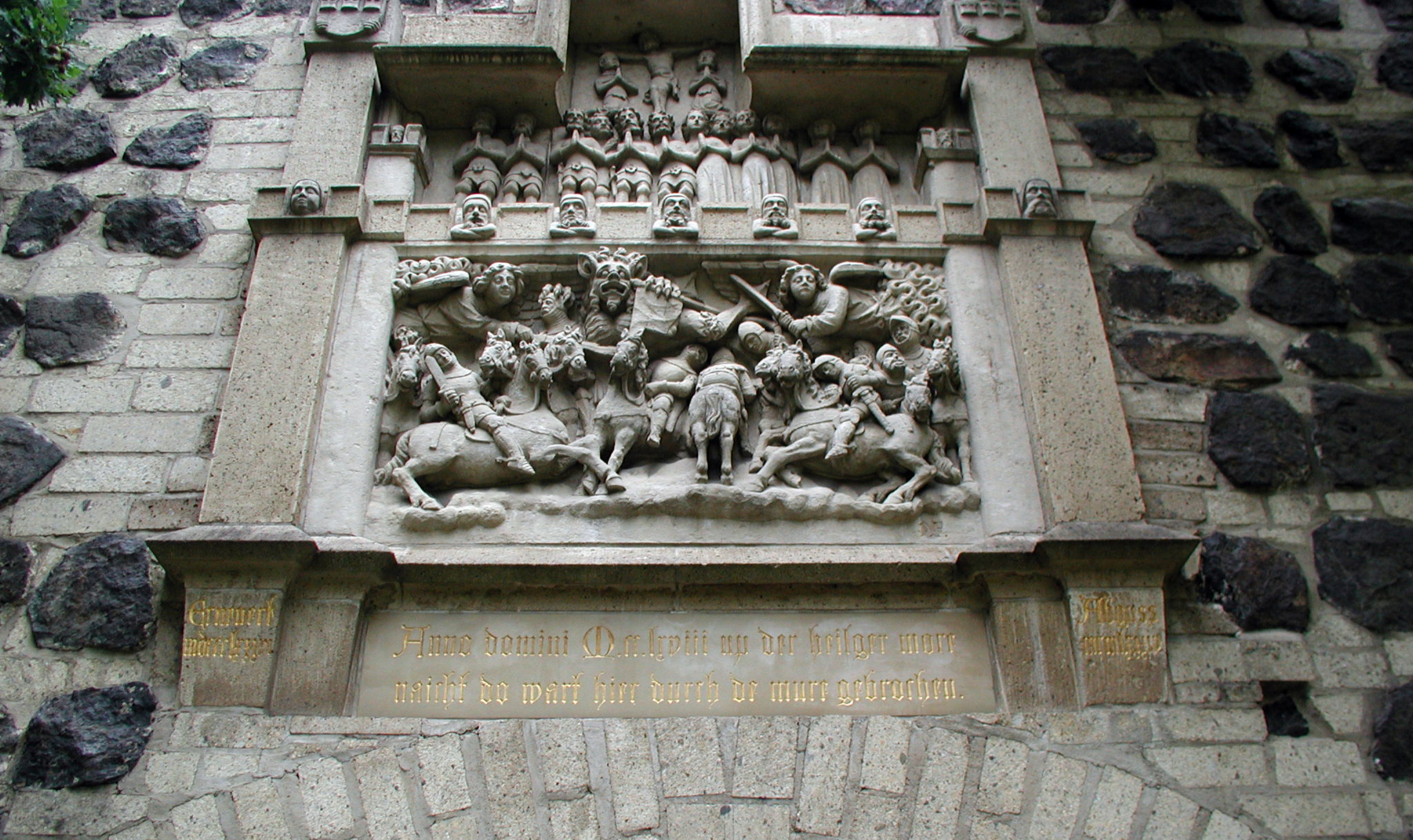
Denkmal zur Schlacht an der Ulrepforte auf der Kölner Stadtmauer am Sachsenring

Erzbischof Engelbert II. schürte diese Familienfeindschaft ab April 1267 und stellte sich auf die Seite der Weisen. Der Machtkampf ging vornehmlich um das Turmhaus der Weisen an der Mühlengasse. Der Bürgermeister Ludwig Weise wurde im November 1267 von den Overstolzen verhaftet, die so das Stadtregiment erlangten. Das von den Overstolzen verlangte Stadtsiegel konnte Ludwig Weise zuvor noch beiseite schaffen. Am 10. Januar 1268 zogen die bewaffneten Weisen zum Wohnort der Overstolzen am Filzengraben, die den Angriff mit 62 Schützen zurückwerfen konnten.
Auf die Seite der Overstolzen schlugen sich die Familien der Jude, Kleingedank und Scherfgin. Die Konflikte entluden sich am 14./15. Oktober 1268 in der Schlacht an der Ulrepforte (auch Nacht der heiligen Mohren), die ebenfalls die Overstolzen gewannen. Sie lösten schließlich die Weisen an der Stadtherrschaft ab und nachdem deren Führer im Kampf fielen, mussten die verbliebenen Weisen die Stadt verlassen. Mit dem Vorstoß der Overstolzen von ihren bescheidenen Anfängen bis an die Spitze der städtischen Führungsschicht entstand gemeinsam mit ihren Parteifreunden eine neue Epoche der Geschlechterherrschaft.

## Wachstum von Ansehen und Macht
Der Kreis der politisch präsenten Familien erweiterte sich nunmehr und es bildete sich eine wirtschaftlich und politisch homogene Führungsschicht zwischen 15 und 30 Familien mit Zutritt zu Schöffenkollegium, Richerzeche und Rat der Stadt Köln heraus. Als einer der Sieger der Schlacht an der Ulrepforte vermehrten die Overstolzen ihren Einfluss in der Stadt und stellten mit Daniel Overstolz 1271 erstmals einen von vielen Bürgermeistern des Clans.
Patrizierfamilien wie die Overstolzen, gleichermaßen wie die anderen „edlen Geschlechter“ der Raitz von Frentz, „Hardevust“, „Gyr“ („Gir“) oder die „Unmaze“, „Cleingedank“, „von Horn“, „Aducht“, „Spiegel“, „Jude“, „Lyskirchen“, „Gryne“ (oder „Grin)“, „Birkelin“, „Quatermart“, „Hirzelin“ und „Scherfgin“ sowie andere einflussreiche Familien waren bestrebt, Reichtum zu erlangen und ihren Besitz zu vermehren, um so Macht und Ansehen zu stärken. Oberhäupter aller Familien amtierten auch als Bürgermeister der Stadt und im Stadtrat, einige davon wiederholt bis über das Ende des 14. Jahrhunderts hinaus.
Die Overstolzen galten Ernst Weyden zufolge als die mächtigste Familie Kölns und teilten sich in mehrere Seitenlinien. Laut Anton Fahne gab es u. a. die Linien Rheingasse, Efferen, Holzmarkt, Sandkaul und Filzengraben sowie weitere Nebenlinien. Alle erwachsenen Clanmitglieder dieser Linien besaßen Grundstücke und gehörten damit zu den Großgrundbesitzern oder waren mit solchen verwandt. In diesen Verzweigungen kam es durchaus auch zu nicht standesgemäßen Ehen. Auch blieben sie bei all ihren ehrgeizigen Bestrebungen der Arbeit ihrer Vorfahren, der „Gewandschneiderei“, treu.
Noch im Jahre 1324 konnte Werner Overstolz, ein früher Bürgermeister, außerdem Schöffe und „Herr des engern Rats“, wie seine Ahnen 100 Jahre zuvor, persönlich „Gewand“ (auswärtige Tuche) feilbieten. Das innerpolitische Leben des reichsstädtischen Köln wurde durch die „Overstolzen“ beeinflusst. Als führendes Geschlecht innerhalb der Kölner Patrizierfamilien behauptete es sich nicht nur während der Zwistigkeiten im 13. Jahrhundert unter den „edlen Häusern“, sondern bis zum ausklingenden Mittelalter. Ein weiterer Werner Overstolz veröffentlichte um 1440 im Overstolzenbuch die Geschichte seiner Familie, die er stolz bis auf die Römer unter Trajan zurückführte, der in Köln zum Kaiser ausgerufen worden war. Damals galt diese Überlieferung, die auch in der Kölner Chronik Agrippina des Heinrich van Beeck von 1472 aufgeführt wird, noch als wahr.
Die Linie Overstolz von Efferen nannte sich später als Landadelige auf Burg Efferen nur noch von Efferen. Ihr wichtigster Vertreter ist der Wormser Fürstbischof Wilhelm von Efferen. Im 18. Jahrhundert erlangte diese Linie Bedeutung in der Kurpfalz, wo Johann Wilhelm von Efferen († 1724) als Generalleutnant wirkte.

## Politischer Einfluss in Köln

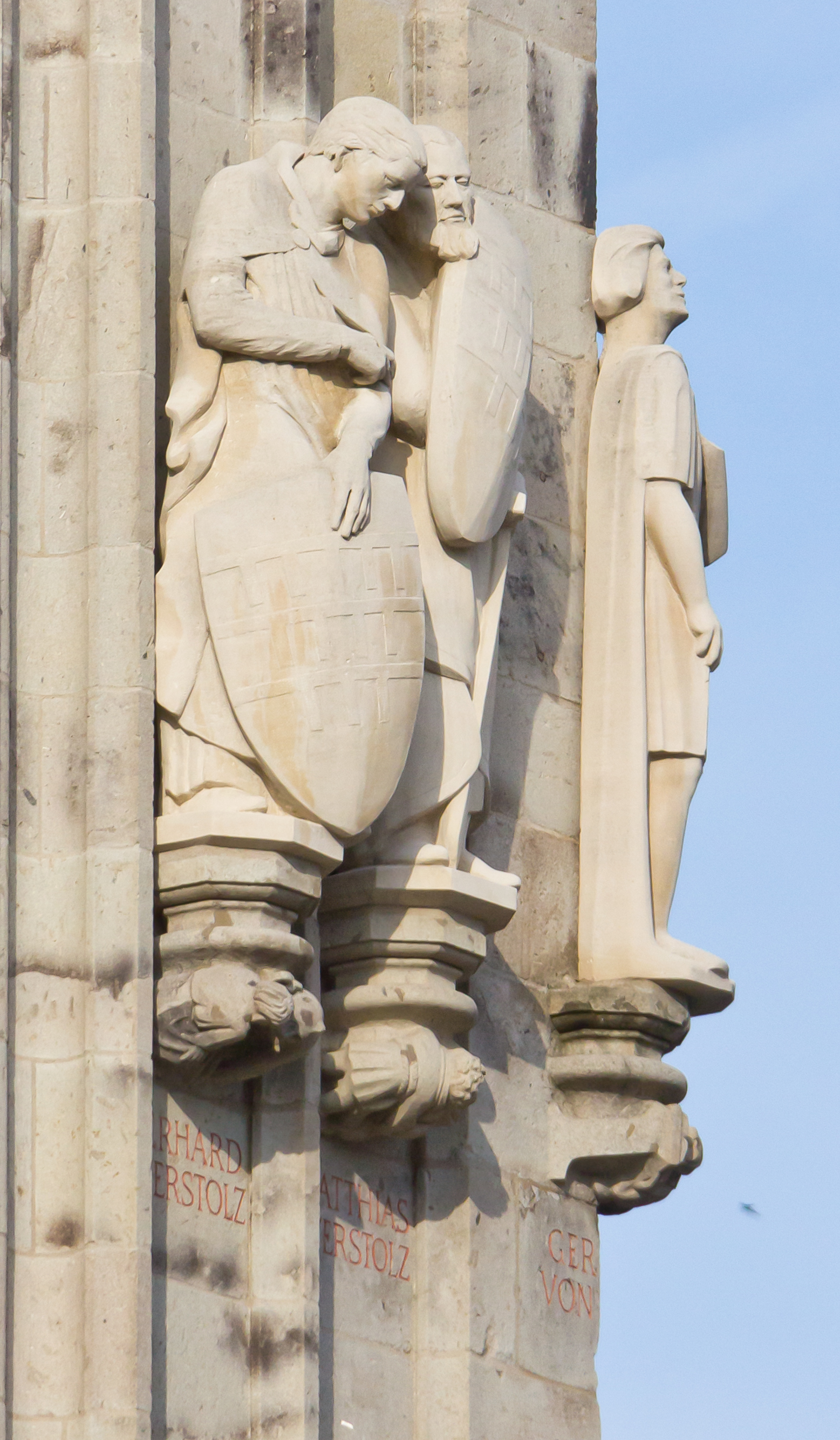
Kölner Ratsturmfiguren von Gerhard Overstolz (links) und Matthias Overstolz (mittig)

Durch die Unterstützung des Patriziergeschlechts Grin errangen Johann und Gottschalk II Overstolz erstmals 1232 zwei Schöffenämter für die Familie Overstolz. Innerhalb weniger Jahre konnten sich die Overstolzen dauerhaft in die politische Führungsgruppe einfügen. Bei der Entmachtung der Patrizier durch den Kölner Erzbischof Konrad von Hochstaden im Jahre 1259 erfuhren sie zunächst keine Beeinträchtigung ihres Einflusses. Am 17. April 1259 enthob nämlich der Erzbischof den Bürgermeister Theoderich Weise von der Mühlengasse wegen Gewinnsucht, Amtsmissbrauch und Bestechlichkeit (mittelalterlicher Klüngel) seines Amtes und schloss ihn vom Stadtrat aus. Nach der Wiederherstellung der Geschlechterherrschaft gewannen die Overstolzen ab dem 16. Juni 1262 erheblich an Macht, insbesondere durch ihre Vertretung im Stadtrat, der die Schöffen zunehmend aus der führenden Position im Stadtregiment verdrängte.
Die Schlacht an der Ulrepforte öffnete für die Overstolzen ab 1268 den Weg zur beherrschenden Stellung im neuen Stadtregiment. Im „engen Rat“ der 15 Kölner Geschlechter waren sie gleich mit zwei ihrer Linien vertreten. Erster urkundlich belegter Bürgermeister der Overstolzen wurde ab 1271 Daniel Overstolz, der im April 1273 seinem Bruder Johann ein Viertel des Overstolzenhauses überschrieb. Daniel gehörte zu den Schöffen, die 1259 durch Erzbischof Konrad von Hochstaden abgesetzt wurden. Mit der Wahl zum Bürgermeister erwarb er das Recht der Vollmitgliedschaft in der Richerzeche.
Auf Daniel folgte 1273 Gerhard Overstolz, der 1288 als Panzerreiter gerüstet in der Schlacht von Worringen fiel, als er von seinem Pferd stieg und sich zu Fuß an die Spitze des Fußvolks stellte. In der Zeit des Werner Overstolz und seines Sohnes Johann war der Clan in den drei führenden Gremien der Stadt vertreten, dem Rat, der Richerzeche und dem Schöffenkollegium. Diese politische Machtstellung war eine unmittelbare Folge des großen Sieges über die Weisen.
Auch im 14. Jahrhundert gehörten Angehörige der Familie weiterhin dem „engen Rat“ sowie dem Schöffenkolleg an und stellten bis 1396 insgesamt 21 Bürgermeister. Das Ende der Geschlechterherrschaft durch den Kölner Verbundbrief schloss sie zwar ab dem 14. September 1396 aus der politischen Führungsschicht aus, dennoch machten sie ihren Einfluss weiterhin geltend.

## Ende der Dynastie
Bis zur Mitte des 15. Jahrhunderts konnten sich die Overstolzen noch im Schöffenkolleg halten und blieben als Mitglieder der Marienbruderschaft von St. Maria im Kapitol im gesellschaftlichen Leben Kölns präsent. Die führende Linie von der Rheingasse starb mit dem Deutschordensritter Werner Overstolz (1416–1493) aus. Seinen Lebensabend verbrachte er in der kleinen Gemeinde Judenroide (Gödenroth?), wo er im Alter von 77 Jahren zwischen Juni und dem 23. August 1493 verstarb. Eine unbedeutende Nebenlinie namens „Steultzgin“ war danach noch im Stadtrat und Schöffenkollegium vertreten.

## Gegenwart
Heute erinnert die zwischen dem Sachsenring und der Volksgartenstraße verlaufende Overstolzenstraße in der Kölner Neustadt-Süd an die Familie der Overstolzen. Die Schreinsbücher (Grundbücher des Mittelalters) weisen mindestens 18 „Overstolz“ genannte Häuser in unterschiedlichen Stadtteilen nach. Das heute verbliebene Overstolzenhaus in der Rheingasse 8–12, nahe dem Heumarkt, zeugt noch von der vergangenen Pracht mittelalterlicher Bauwerke der Kölner Patrizier.
Das um 1320 entstandene Allerheiligenfenster des Kölner Doms besteht aus acht einzelnen Scheiben, den so genannten Feldern. Das Fenster gehört zu den ungewöhnlichsten Schöpfungen der Kölner Glasmalerei des 14. Jahrhunderts. Es zeigt über einem bestirnten blauen Himmelssegment und zwei Wappen der Familie Overstolz in acht segmentbogigen Rängen Reihen von Heiligen, ein Abbild der himmlischen Hierarchie.
Die ehemalige Kölner Zigarettenfirma Haus Neuerburg hat ihre Marke Overstolz, die von 1917 bis 2014 produziert wurde, nach dem Geschlecht benannt.
Der Hürther Schriftsteller Herbert Sinz, Träger des Rheinlandtalers, schrieb 1988 einen Roman über zwei Generationen der Overstolzen unter dem Titel Der junge Overstolz, in den sehr viel Kolorit aus Köln und dem rheinischen Umland aber auch Pilgerfahrten und Reisen, zum Beispiel nach Venedig, einflossen. Der Kölner Autor Frank Schätzing schrieb 1995 mit Tod und Teufel einen historischen Köln-Krimi, in dem der tödliche Sturz des ersten Kölner Dombaumeisters Meister Gerhard Auftakt einer geheimen Verschwörung der Patrizierfamilie der Overstolzen bildet. Im Krimi kommt die Familie nicht gut weg, denn im Hintergrund zieht Matthias Overstolz die Fäden und versucht, seine Macht mit kriminellen Mitteln zu erhalten.
In der Overstolzengesellschaft Förderer des Museums für Angewandte Kunst, gegr. 1888 e. V. haben sich engagierte Kölner Bürger zusammengeschlossen, um das Museum für Angewandte Kunst Köln (MAKK) zu fördern.